# Sturnira bogotensis
Sturnira bogotensis là một loài động vật có vú trong họ Dơi mũi lá, bộ Dơi. Loài này được Shamel mô tả năm 1927.